# Dolmen de Bagnol
Pour l’article homonyme, voir Bagnol.

Le dolmen de Bagnol est un dolmen situé à Fromental dans le département de la Haute-Vienne en France.

## Historique
Le dolmen est représenté pour la première fois  en 1863 sur une lithographie publiée dans le bulletin de la Société archéologique du Limousin. Il est classé au titre des monuments historiques depuis le 7 mai 1945. Les piliers s’affaissant progressivement vers l'intérieur de la chambre, l'édifice était menacé d'effondrement au début des années 1990. L'édifice a été fouillé en 1991 et restauré en 1992 sous la direction de Roger Crédot.

## Description
Le dolmen a été édifié à 391 m d'altitude. La table de couverture, de forme triangulaire, mesure 4,50 m de long sur 2,20 m de large pour une épaisseur moyenne de 0,80 m. Elle comporte sur le côté ouest un trou de mine de forme triangulaire, témoin d'une tentative de destruction par explosion au début du XXe siècle. La forme triangulaire de la table correspond à une chambre funéraire piriforme, comme il en existe ailleurs dans le département (dolmen du Pouyol, dolmen de la Borderie).  La chambre ouvre à l'est et devait être fermée par un muret en pierre sèche ou une dalle amovible. Quatre orthostates sont encore visibles mais la fouille a mis en évidence l'existence de cinq, voire six fosses de calage, il existait donc au moins un cinquième pilier, dont la disparition est assez ancienne puisqu'il ne figure pas sur la lithographie de 1863 et que la légende associée à l'édifice ne mentionne que quatre pierres. Les quatre piliers mesurent 1,66 à 1,87 m de hauteur pour une largeur de 1,25 à 1,55 m.
Toutes les dalles sont en granite à gros grains de Montjourde. Aucune trace du tumulus n'a été retrouvée.

## Matériel archéologique
Deux haches polies furent découvertes au cours du XXe siècle dans la parcelle où se dresse le dolmen. La fouille a permis de recueillir un petit mobilier archéologique composé d'une douzaine d'armatures de flèches, dont des flèches tranchantes attribuées au Néolithique moyen et des armatures à pédoncule et ailerons caractéristiques du Néolithique final, une pointe et une lame de poignard et quelques éclats de silex. Les tessons de céramique, correspondant à une poterie grossière, sont trop fragmentés pour en tirer des enseignements. Une datation au radiocarbone des charbons de bois découverts dans une fosse de calage correspond à une période comprise entre 3788 et 3389 av. J.-C.. L'analyse des pollens contenus dans la couche archéologique indique une abondance des céréales et la présence de châtaigniers.
La construction du dolmen date probablement du Néolithique ancien mais le site fut fréquenté tout au long du Néolithique moyen et final et même au-delà puisqu'une monnaie gauloise, quelques scories de fer et des tessons de céramique des périodes gallo-romaine et médiévale furent aussi retrouvés.
Entre le menhir des Fichades, situé à moins de 500 m, et le dolmen, environ 3000 pièces en silex furent recueillis sur les hauteurs, ce qui semble indiquer la présence d'un habitat préhistorique à proximité. Cette proximité entre un site mégalithique et un site d'habitat néolithique a très rarement pu être constatée dans l'ouest de la France. 

## Folklore
Selon la légende, quatre jeunes filles portaient chacune dans son tablier une grosse pierre. Fatiguées, elles laissèrent tomber les pierres mais l'une d'elles ayant demandé l'aide de Dieu, sa pierre se ficha verticalement dans le sol alors que les autres pierres s'y plantèrent de façon oblique.